# Pimp My Ride (videojuego)
Pimp My Ride es un videojuego de simulación de carreras desarrollado por Eutechnyx y publicado por Activision. Este juego está basado en el popular programa de MTV del mismo nombre. Fue lanzado en 2006 para Wii, Xbox 360, PlayStation Portable y PlayStation 2. Fue criticado por su mala física, falta de valor de repetición y jugabilidad repetitiva.

## Jugabilidad
En el juego, los jugadores tienen el desafío de mejorar los autos de sus clientes con Xzibit, transformando algo viejo y oxidado en algo digno de exhibir en las calles. Los coches se pueden rediseñar de parachoques a parachoques y será responsabilidad de los jugadores capturar los estilos, gustos e intereses de sus clientes.
Para recaudar dinero para proxenetar el auto de un cliente, los jugadores pueden chocar contra otros autos, jugar minijuegos, que incluyen "Hot Steppin'", un juego de ritmo, y "Ghost Ride the Whip", donde el jugador debe presionar botones a tiempo, saludar a la gente. conduciendo lentamente y presionando botones, recolecte fichas en efectivo que deletrean "P-I-M-P" y destruya señales y parquímetros.
Al proxenetar un automóvil, el jugador competirá con otro personalizador y el que obtenga la puntuación más alta ganará.

## Recepción
El juego recibió críticas "desfavorables" en todas las plataformas según el videojuego agregador de reseñas Metacritic.
La versión de PSP (PlayStation Portable) fue citada como la peor versión de todas y obtuvo una puntuación significativamente más baja que las otras dos versiones, y los críticos se burlaron de la velocidad de cuadros del juego, la mecánica de juego y el valor de repetición. Alex Navarro de GameSpot describió la versión de PSP con una "velocidad de cuadros entrecortada nauseabunda" y comentó que el juego fallaba "de forma semi-regular... corrompiendo o matando así el archivo guardado", resumiendo diciendo que "hay No hay ninguna versión de Pimp My Ride que valga la pena recomendar a nadie, pero la versión de PSP es definitivamente la que debería evitarse más activamente".

## Secuela
Una secuela llamada Pimp My Ride: Street Racing, desarrollada por Virtuos y publicada por Activision, fue lanzada en 2009 para PlayStation 2 y Nintendo DS.